# Erica Durance
Erica Durance (Calgary, 1978. június 21. –) kanadai színésznő.

## Élete és pályafutása
Családja gyermekkorában Three Hills-be költözött, ami egy kisváros Albertában. Itt nevelkedett egy teherautósofőr apa és egy könyvtáros anya lányaként. Egy bátyja és egy nővére van. 
Nővére színészi próbálkozásai Ericát is e pálya felé sodorták. Ekkor döntött úgy, szerencsét próbál Vancouverben. Ez volt a vízválasztó számára. A „kanadai Hollywood”-nak is nevezett városban kapta meg első televíziós epizódszerepeit az Andromeda, illetve a Csillagkapu című sorozatokban. Majd később a Halál háza című horrorfilmmel már a mozivásznon is feltűnt.
Tapasztalatlan színésznőnek számított, amikor megkapta Lois Lane szerepét a Smallville-ben. A producerek e merész húzása bejött, Loisként elvarázsolta a közönséget. A kritikusok és a rajongók véleménye megegyezik: Erica játéka új színt hozott a kisvárosba.

## Filmográfia

### Film
| Év   | Magyar cím                 | Eredeti cím                         | Szerep       | Magyar hang   |
| ---- | -------------------------- | ----------------------------------- | ------------ | ------------- |
| 2002 | Az elveszett járat foglyai | The Untold                          | Tara Knowles | Roatis Andrea |
| 2003 | Holtak háza                | House of the Dead                   | Johanna      |               |
| 2004 |                            | The Bridge (rövidfilm)              | Amy          |               |
| 2006 | Pillangó-hatás 2.          | The Butterfly Effect 2              | Julie Miller | Bognár Anna   |
| 2010 |                            | Sophie and Sheba                    | Natalia      |               |
| 2012 |                            | Tim and Eric's Billion Dollar Movie | pincérnő     |               |
| 2015 |                            | Painkillers                         | Trudy        |               |

### Televízió
Tévéfilmek
| Év   | Magyar cím                      | Eredeti cím                                        | Szerep               | Magyar hang   |
| ---- | ------------------------------- | -------------------------------------------------- | -------------------- | ------------- |
| 2003 | A szélvihar pokla               | Devil Winds                                        | Kara Jensen          |               |
| 2003 |                                 | 111 Gramercy Park                                  | Maddy O'Donnell      |               |
| 2006 | A rejtélyes sziget              | Island Heat: Stranded                              | Carina               |               |
| 2007 | Leszek a feleségem!             | I Me Wed                                           | Isabelle Darden      | Major Melinda |
| 2009 |                                 | The Building                                       | Jules Wilde          |               |
| 2009 | Végső ítélet                    | Final Verdict                                      | Megan Washington     |               |
| 2009 | A Sherwoodi erdő titka          | Beyond Sherwood Forest                             | Lady Marian          | Roatis Andrea |
| 2014 |                                 | Wedding Planner Mystery                            | Carnegie Kincaid     |               |
| 2019 | Karácsonyi házikó               | The Christmas Chalet                               | Grace                | Bognár Anna   |
| 2019 |                                 | Christmas Stars                                    | Layla                |               |
| 2021 | Varázslatos karácsonyi sütemény | The Enchanted Christmas Cake                       | Gwen                 |               |
| 2021 | Bontatlan karácsonyi románc     | Open By Christmas                                  | Simone Cole          |               |
| 2022 | Haza, Alaszkába                 | North to Home                                      | Hannan               |               |
| 2022 |                                 | Girl in the Shed: The Kidnapping of Abby Hernandez | Zenya                |               |
| 2022 |                                 | Color My World With Love                           | Emma                 |               |
| 2022 | Kell egy kis karácsony          | We Need a Little Christmas                         | Julie                |               |
| 2023 |                                 | Unexpected Grace                                   | Noelle               |               |
| 2023 |                                 | Ms. Christmas Comes to Town                        | Amanda / Ms. Holiday |               |
| 2024 |                                 | A Scottish Love Scheme                             | Lily                 |               |

Sorozatok
| Év        | Magyar cím                | Eredeti cím          | Szerep             | Megjegyzések                                                      |
| --------- | ------------------------- | -------------------- | ------------------ | ----------------------------------------------------------------- |
| 2001      |                           | The Lone Gunmen      | táncosnő           | 1 epizód                                                          |
| 2004      | Chris Isaak Show          | The Chris Isaak Show | Ashley             | 1 epizód                                                          |
| 2004      | Tru Calling – Az őrangyal | Tru Calling          | Angela Todd        | 1 epizód                                                          |
| 2004      | Andromeda                 | Andromeda            | Amira              | 1 epizód                                                          |
| 2004      | Csillagkapu               | Stargate SG-1        | Krista James       | 1 epizód                                                          |
| 2004      | A gyűjtő                  | The Collector        | Rachel Slate       | 1 epizód                                                          |
| 2004–2011 | Smallville                | Smallville           | Lois Lane          | - visszatérő- (4. évad) - és főszereplő (5–10. évad) - 141 epizód |
| 2011      | Charlie angyalai          | Charlie's Angels     | Samantha Masters   | 1 epizód                                                          |
| 2012      |                           | Harry's Law          | Annie Bilson       | 1 epizód                                                          |
| 2012      |                           | 6 passi nel giallo   | Angela / Christine | minisorozat (1 epizód)                                            |
| 2012–2017 | Hope Klinika              | Saving Hope          | Dr. Alex Reid      | főszereplő (85 epizód)                                            |
| 2017–2019 | Supergirl                 | Supergirl            | Alura Zor-El       | visszatérő szereplő (10 epizód)                                   |
| 2017–2019 | Supergirl                 | Supergirl            | Noel Neill ügynök  | 1 epizód                                                          |
| 2019      | Batwoman                  | Batwoman             | Lois Lane          | 1 epizód                                                          |
| 2019–2020 | Éber szemek               | Private Eyes         | Lauren Campbell    | 2 epizód                                                          |